# Кардаполова
Кардапо́лова (рос. Кардаполова) — присілок у складі Шуміхинського району Курганської області, Росія. Входить до складу Стариковської сільської ради.
Населення — 133 особи (2010, 165 у 2002).
Національний склад станом на 2002 рік: росіяни — 93 %.